# 瑞丽杜鹃
瑞丽杜鹃（学名：Rhododendron shweliense）为杜鹃花科杜鹃花属下的一个种。

## 扩展阅读
- 維基物種上的相關：瑞丽杜鹃